# Paul Neff
Paul Neff, född 10 januari 1938 i Schifferstadt, är en tysk brottare. Han tog två EM-silver under sin karriär. Han vann även 18 guld, 6 silver och 3 brons i tyska mästerskapet mellan 1955 och 1970.

## Karriär
Neff började med brottning och tävlade för VfK Schifferstadt från hemstaden Schifferstadt. Neff tog guld vid det nationella mästerskapet i Tyskland 1960, 1961, 1964, 1965, 1966, 1968 och 1970, silver 1958 och 1959 samt brons 1956 i grekisk romerskt stil. I fristil tog han guld 1958–1961, 1963, 1964, 1965, 1967, 1968–1970, silver 1957, 1962, 1966 och 1972 samt brons 1955 och 1971.
Neff är en trefaldig olympier med en fjärdeplats som bästa resultat i Rom 1960. I Tokyo 1964 och Mexico City 1968 blev han utslagen i kvalomgångarna. Neff tog silver vid EM i Karlsruhe 1966 och EM i Skopje 1968. Han slutade även på 4:e plats vid VM 1961 samt 5:e plats vid VM 1967 och 1969.